# 19. november
19. november er dag 323 i året i den gregorianske kalender (dag 324 i skudår). Der er 42 dage tilbage af året.
- Mændenes internationale kampdag

### Begivenheder
Født - Dødsfald
- 1493 - På sin anden rejse til Amerika går Christopher Columbus i land på Puerto Rico.
- 1620 - Pilgrimmene på Mayflower får land i sigte – i dag kendt som Cape Cod.
- 1863 - Præsident Abraham Lincoln giver sin berømte Gettysburg tale ved indvielsen af nationalkirkegården i Gettysburg.
- 1916 - Samuel Goldfish (senere omdøbt Samuel Goldwyn) og Edgar Selwyn etablerer Goldwyn Company.
- 1952 - Nationalistlederen Jono Kenyatta i Kenya bliver arresteret og tiltalt for støtte til undergrundsbevægelsen Mau-Mau.
- 1969 - DR's pejlevogn begynder jagten på "sortseere".
- 1969 - Apollo 12 når månen og lander tæt på Surveyor 3. Astronauterne Charles Conrad og Alan Bean bliver tredje og fjerde menneske på månen.
- 1977 - Den egyptiske præsident Anwar Sadat bliver den første arabiske leder der officielt besøger Israel, da han mødes med den israeliske premierminister Menachem Begin og taler i Knesset i Jerusalem for at få en endelig fredsaftale vedtaget.
- 1978 - Jonestown-tragedien finder sted, da 914 mennesker fra en religiøs kult i Guyana ledet af Jim Jones begår kollektivt selvmord.
- 1985 - USAs præsident Ronald Reagan og Sovjetunionens leder Michail Gorbatjov mødes i Geneve for første gang.
- 1985 - Færgen Peder Paars indsættes på ruten Århus–Kalundborg.
- 1990 - "Nordisk Fjer" standser betalingerne for senere at gå konkurs.
- 1991 - Det irske rockband "U2" udgiver "Achtung Baby"
- 1997 - 67 turister skydes ned ved attentat i tempelbyen Luxor i Ægypten.
- 2013 - Kommunal- og regionsvalg.

### Født
- 1600 - Karl 1., engelsk konge (død 1649).
- 1770 - Bertel Thorvaldsen, dansk billedhugger (død 1844).
- 1783 - Poul Dons, dansk forfatter (død 1843).
- 1805 - Ferdinand de Lesseps, fransk ingeniør og diplomat (død 1894).
- 1831 - James Garfield (III), USA's 20. præsident (død 1881).
- 1888 - José Raúl Capablanca, cubansk skakspiller og -verdensmester (død 1942).
- 1897 - Mogens Dam, dansk komponist og musiker (død 1979).
- 1911 - Dorothy Larsen, kgl. dansk kammersanger (død 1990).
- 1912 - George E. Palade, rumænsk cytologi (død 2008).
- 1916 - Otto Hænning, dansk komponist, guitarist og visesanger (død 2004).
- 1917 - Indira Gandhi, indisk premierminister (død 1984).
- 1930 - Kurt Nielsen, dansk tidl. tennisspiller og sportskommentator (død 2011).
- 1932 - Hanne Løye, dansk skuespillerinde.
- 1933 - Larry King, amerikansk journalist og talk-show vært (død 2021).
- 1933 - Nicolae Rainea, rumænsk fodbolddommer (død 2015).
- 1936 - Dick Cavett, amerikansk talk-show vært.
- 1938 - Ted Turner, amerikansk forretningsmand og grundlægger af CNN.
- 1942 - Calvin Klein, amerikansk modedesigner.
- 1943 - Peter Wivel, dansk tidligere chefredaktør.
- 1945 - Annika Hoydal, færøsk skuespiller og sanger.
- 1947 - Anfinn Kallsberg, færøsk politiker.
- 1948 - Mimi Jakobsen, dansk generalsekretær for Red Barnet, tidl. politiker og minister.
- 1959 - Wencke Barfoed, dansk skuespiller.
- 1961 - Meg Ryan, amerikansk skuespillerinde.
- 1961   - Pernille Svarre, dansk tidligere verdensmester i femkamp.
- 1962 - Jodie Foster, amerikansk skuespillerinde.
- 1963 - Klaus Bondam, dansk politiker og skuespiller.
- 1969 - Thomas Hartmann, dansk komiker.
- 1969 - Richard Virenque, fransk cykelrytter.
- 1977 - Mette Frederiksen, dansk politiker, formand for Socialdemokratiet og Danmarks Statsminister.
- 1985 - Kasper Lorentzen, dansk fodboldspiller.
- 2002 - Anton Gaaei, dansk fodboldspiller.

### Dødsfald
- 1630 - Johann Hermann Schein, tysk komponist (født 1586).
- 1828 - Franz Schubert, østrigsk komponist (født 1797).
- 1915 - Joe Hill, svensk/amerikansk arbejderaktivist (født 1879) - henrettet.
- 1942 - Bruno Schulz, polsk forfatter (født 1892) - skudt.
- 1950 - Aage Redal, dansk skuespiller (født 1891).
- 1998 - Alan J. Pakula, amerikansk filminstruktør (født 1928).
- 2003 - Hans Tabor, dansk ambassadør og tidligere udenrigsminister (født 1922).
- 2004 - Tage Lyneborg, dansk kapelmester (født 1914).
- 2005 - Erik Balling, dansk filminstruktør (født 1924).

|  | Denne datoartikel kan blive bedre, hvis der indsættes et (bedre) billede Du kan hjælpe ved at afsøge Wikimedia Commons for et passende billede eller uploade et godt billede til Wikimedia Commons iht. de tilladte licenser og indsætte det i artiklen. |